# Congrés Internacional de Matemàtics de 1954
El Congrés Internacional de Matemàtics de 1954 va ser el vint-i-novè Congrés Internacional de Matemàtics, celebrat en Amsterdam, Països Baixos del 2 de setembre al 9 de setembre de 1954. Després del congrés anterior, celebrat a Cambridge, i que havia estat molt nord-americà, aquest va suposar tornar al Vell Món.
Al Congrés hi van assistir 1.553 membres i 567 membres associats, el 75% europeus; Jan Arnoldus Schouten el va presidir.
Les medalles Fields lliurades en aquest congrés van ser per Kunihiko Kodaira de la Universitat de Princeton, del qual es va destacar la seva teoria de les integrals harmòniques i algebraiques; i Jeann-Pierre Serre, del Collège de France, per la seva homotopia d'esferes.
Durant el congrés John von Neumann va pronunciar una conferència sobre els problemes no resolts en matemàtiques, que va dividir entre els que estan relacionats amb l'estructura algebraica d'anells d'operadors, les incerteses al voltant de la teoria quàntica i els problemes de reformulació i unificació en lògica i teoria de probabilitats.
Els avenços matemàtics del congrés van ser discrets. Es van fer tres simposis sobre processos estocàstics, geometria algebraica i interpretació matemàtica de sistemes formals.